# Renault 8CV
Pour les articles homonymes, voir Renault (homonymie).
Renault 8CV est l’appellation commerciale d'une automobile de la marque Renault produite de 1902 à 1914.
Durant sa carrière, la voiture a connu plusieurs types différents :
- Renault Type L (1902–1903)
- Renault Type M (1903)
- Renault Type Z (1905)
- Renault Type AG (1905–1914), nommée 8/9CV
- Renault Type AJ (1906–1909)
- Renault Type AL (1907)
- Renault Type AN (1907)
- Renault Type AX (1908–1913), nommée 7/8CV